# Colliers
Colliers est une municipalité située sur la péninsule d'Avalon de l'île de Terre-Neuve dans la province de Terre-Neuve-et-Labrador au Canada. La population y était de 722 habitants en 2006.

## Annexe